# Бёрк, Кевин Чарльз Энтони
Кевин Чарльз Энтони Бёрк (англ. Kevin Charles Antony Burke; 1929—2018) — выдающийся английский и американский учёный-геолог.
Внес большой вклад в понимание поведения Земли на основе теории тектоники плит. 

## Биография
Родился 13 ноября 1929 года в Лондоне в культурной семье, имеющей ирландские корни.
Он получил в 1951 году степень бакалавра (B.Sc.) в Университетском колледже Лондона. В 1953 году получил степень доктора философии (Ph.D.) в Лондонском университете за картографический проект западной части Ирландии. 
После работы в качестве преподавателя в университете University College of the Gold Coast (ныне Университет Ганы), в 1956 году Бёрк присоединился к Британской геологической службе и в качестве старшего геолога в отделе атомной энергии он работал в Восточноафриканских рифтах и в Южной Корее. В этот период времени он женился на Angela Marion Phipps, которая стала его спутницей жизни и надёжным помощником.
С 1961 по 1965 год Бёрк был начальником отдела геологии в Университете Вест-Индии в Кингстоне, Ямайка; после чего занимал должность начальника отдела геологии в Университете Ибадана в Нигерии с 1965 по 1972 год. В 1967 году учёный важное значение тогдашней новой теории тектоники плит для понимании поведения и истории нашей планеты. Несмотря на социальные волнения в Нигерии, вызванные Гражданской войной (1967–1970 годы), он нашел время для множества других исследований: формирование тропических почв (он показал доминирующую роль дождевых червей в их формировании), катастрофические явления эрозии в тропическом климате и новые методы седиментологии, опубликовав карту гравитационных аномалий Бугера в Нигерии.
Необходимость получения хорошего образования для его троих детей — Nicholas, Matthew и Jane, семью Бёрк переехать в 1972 году в Канаду для обучения в Erindale College торонтского университета University of Toronto Mississauga, где работал канадский геофизик и геолог, получивший мировое признание за свой вклад в теорию тектоники плит — Джон Тузо Вильсон. Именно здесь Кевин Бёрк начал изучать влияние тектоники плит на геологию, начав с того, что он назвал «горячими точками». Он показал, как эти точки привели к континентальному распаду в Африке. Кроме того, он доказал, что горячие точки перемещаются, хотя и гораздо медленнее, чем сами пласты. В это же время его старый друг Джон Дьюи переехал в Олбани, штат Нью-Йорк, Олбани и пригласил Бёрка в Университет штата Нью-Йорк в Олбани начальником отдела.
В 1980 году Дьюи вернулся в Англию, а Бёрк переехал в Хьюстон, чтобы стать заместителем (1982–1983), а затем директором Института Луны и планет. С 1983 года он работал профессором геологии в Университете Хьюстона. Именно в Хьюстоне его интерес распространился на другие планетные тела, кроме Земли, подчеркивая важность сравнительной геологии. Покинув Институт Луны и планет, Кевин Бёрк стал штатным профессором в Университете Хьюстона. С 2004 года он делил свою работу между Массачусетским технологическим институтом и Хьюстоном.
Кевин Бёрк получил много наград по обе стороны Атлантики. Среди них медаль Пенроуза Американского геологического общества и медаль Артура Холмса (Arthur Holmes Medal) Европейского союза геонаук.
Умер от сердечного приступа 21 марта 2018 года в больнице Addison Gilbert Hospital города Глостер, штат Массачусетс.